# Charles Delacroix

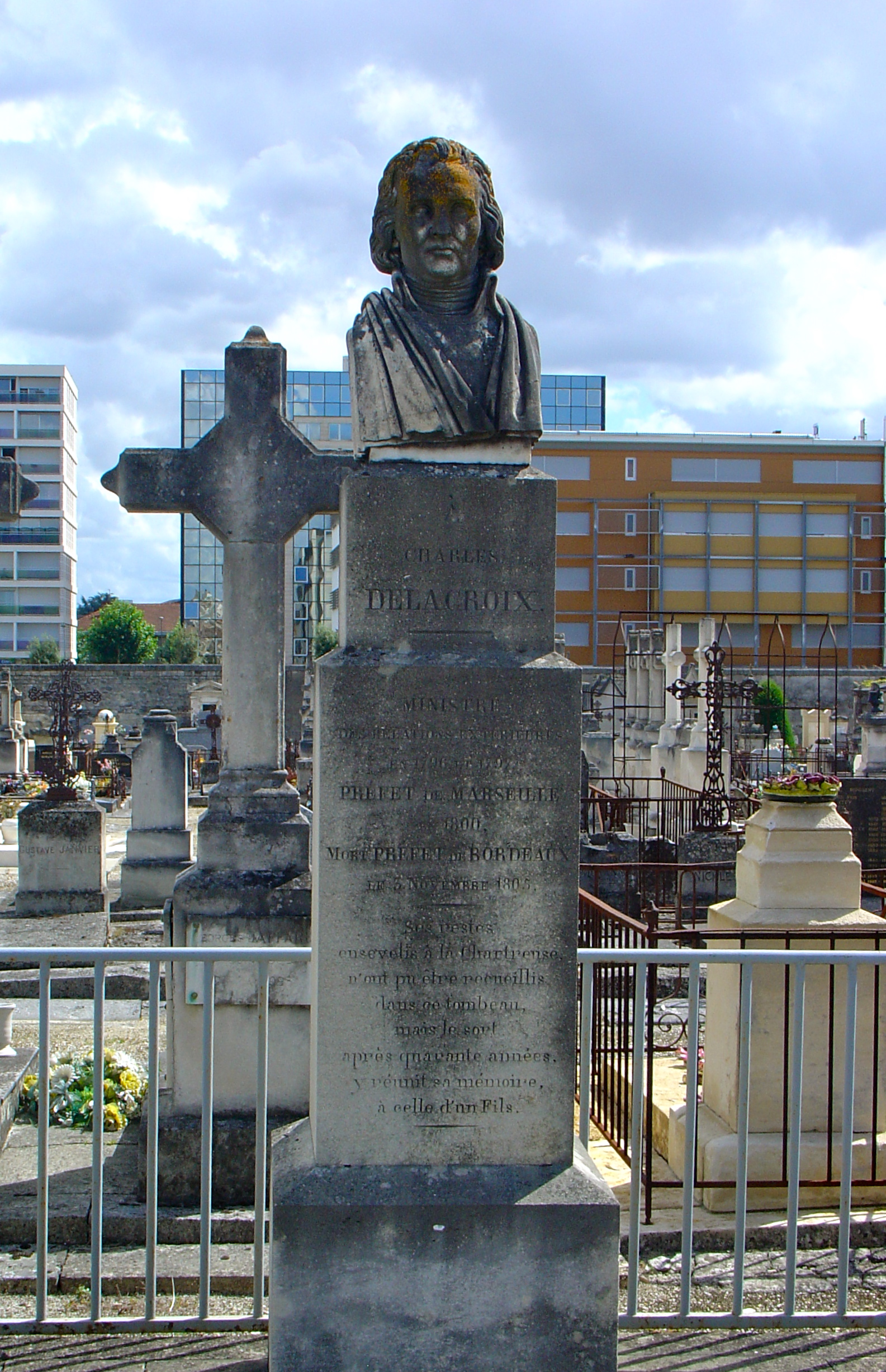
Nagrobek Charles’a Delacroix (Bordeaux)

Charles-François Delacroix (ur. 15 kwietnia 1741, zm. 26 października 1805) – francuski polityk, minister spraw zagranicznych Francji w latach 1795–1797. Ojciec malarza Eugène’a.